# المرزوقة (إب)

تعديل مصدري - تعديل

المرزوقة هي إحدى قرى عزلة شعب يافع بمديرية إب التابعة لمحافظة إب، بلغ تعداد سكانها 249 نسمة حسب تعداد اليمن لعام 2004.